# Chrysuronia lilliae
Chrysuronia lilliae là một loài chim trong họ Chim ruồi.